# Abraham Ortelius
Vous pouvez aider à l'améliorer ou bien discuter des problèmes sur sa page de discussion.
- Il ne cite pas suffisamment ses sources. Vous pouvez indiquer les passages à sourcer avec {{référence nécessaire}} ou {{Référence souhaitée}}, et inclure les références utiles en les liant aux notes de bas de page. (Marqué depuis février 2024)
- Il n’est pas rédigé dans un style encyclopédique. (Marqué depuis février 2024)

- Archive Wikiwix
- Bing
- Cairn
- DuckDuckGo
- E. Universalis
- Gallica
- Google
- G. Books
- G. News
- G. Scholar
- Persée
- Qwant
- (zh) Baidu
- (ru) Yandex
- (wd) trouver des œuvres sur Wikidata

Abraham Ortell (ou Ortel, Ortels), dit Abraham Ortelius (ou Ortélius), né à Anvers, dans le duché de Brabant (aujourd'hui en Belgique), le 14 avril 1527 et mort dans la même ville le 28 juin 1598, est un cartographe et géographe brabançon.

## La famille Ortels
La famille Ortels ou Wortels était originaire d’Augsbourg. Le grand-père d’Abraham, Guillaume Ortels, était pharmacien. Installé à Anvers, rue Kipdorp, il jouissait d’une honnête aisance. Il eut plusieurs enfants : Hubert, qui hérita de l’officine paternelle ; Odile, qui épousa Nicolas van der Voorden, mercier à Bruxelles, et, en secondes noces, Jacques van Meteren et enfin Léonard, né en 1500, le père d’Abraham.
Léonard Ortels avait reçu une éducation soignée. Il parlait le grec et le latin ; il concourut, avec son beau-frère Jacques van Meteren, à la traduction de la célèbre Bible anglaise de Miles Coverdale. En 1535, accusés de posséder des livres suspects, ils furent tous deux l’objet de poursuites. Les perquisitions ne donnèrent rien et l’affaire se termina par un non-lieu. Léonard Ortels possédait un fonds d’antiquaire et la vente d’objets rares lui permit d’élever honorablement sa famille. Il mourut jeune, en 1539, laissant à sa femme trois enfants : Abraham, Anne, qui resta la fidèle compagne de son frère, et Élisabeth, qui épousa Jacques Cools, marchand.
À la mort de son père, Abraham avait douze ans. Son oncle Jacques van Meteren partagea toute son affection entre son fils Emmanuel et son neveu Abraham ; mais, tandis qu’Emmanuel poursuivait ses études d’humanités à Tournai et à Duffel, son cousin devait abandonner celles qu’il venait d’entamer et commencer son apprentissage dans un atelier de graveur de cartes. Dès 1547, il est inscrit à la guilde de Saint-Luc en qualité d’enlumineur de cartes. Il reprit aussi l’affaire d’antiquaire de son père. Chaque année, Abraham se rendait à Francfort où se tenait la plus grande foire aux livres d’Europe. Il y achetait des cartes et des objets précieux qu’il revendait à ses clients. Abraham Ortelius partage sa jeunesse entre son travail et ses études, complétées par le bienfaisant contact avec la vie et les voyages.
En 1550, son oncle meurt et Abraham se trouve dès ce moment chef de famille. Il a 23 ans. François Sweerts, qui l’a connu, le présente ainsi[réf. nécessaire] :

« Ortelius était d’une haute taille et avait les manières faciles et gracieuses ; ses yeux étaient bleus, sa barbe blonde ainsi que sa chevelure de même teinte, que relevait la blancheur de sa peau et la beauté de son front. D’un abord agréable, il avait aussi une conversation variée et affable – signalons ici qu’Ortelius parlait et écrivait couramment le néerlandais, le français, l’allemand, l’espagnol, le latin et avait des notions de grec. Grave sans pédantisme, sa conduite se ressentait continuellement de son éducation éminemment chrétienne. »

Abraham Ortelius, homme instruit et curieux, se devait d’élargir le cercle de ses connaissances et d’augmenter aussi celui de ses affaires. Parmi ses nombreuses relations, Hubert Goltzius occupe une place importante.

## Goltzius
Hubert Goltzius, qui venait de quitter l’académie de Lambert Lombard, à Liège, y avait bénéficié de l’enseignement du maître romaniste et ses goûts avaient été orientés vers les souvenirs antiques. Identifier les objets d’art et les réunir, tel est le but d’un collectionneur ; mais étudier les vestiges découverts et en tirer des leçons profitables à l’histoire, c’est hausser le goût de l’ancien au niveau d’une science. Goltzius était de ceux-là. Il s’établit à Anvers, ouvrit un commerce d’antiquités et entra en relations avec Ortelius. Ils entreprirent des voyages en commun et Goltzius sut transmettre à son ami ses connaissances et ses goûts. Quelques années plus tard, Goltzius devait s’attacher au service des frères Marc et Guy Laurin, à Bruges, avec qui il entreprit de savantes recherches et de magnifiques publications numismatiques. Ses patrons témoignèrent une égale amitié à Ortelius.

## Mercator
Une autre rencontre devait avoir sur la vie d’Ortelius une influence plus grande encore. C’est en 1554, à Francfort, qu’il fit la connaissance de Gerardus Mercator. Celui-ci venait de publier sa carte de l’Europe, carte qui avait été un véritable événement dans le monde scientifique du temps. Les rapports commerciaux établis entre les deux hommes se transformèrent vite en amitié. Mercator, mathématicien, eut tôt fait de communiquer son enthousiasme à son jeune émule. Pour Ortelius, la voie qu’il s’était tracée s’élargissait vers de nouvelles ambitions : l’enlumineur des cartes allait désormais s’attacher à les tracer, à les composer, à les grouper.
En 1560, en compagnie de Gerardus Mercator, de Franz Hogenberg, de Philippe Galle et de Jan Sadeler, il visita Trèves et la Lorraine. À Poitiers, les voyageurs s’arrêtèrent devant le dolmen de la Pierre-Levée, et y gravèrent leurs noms. Il semblerait qu'il s'agisse de la première signature de géographe d'Ortelius. De retour à Anvers, il réunit ses observations, grave et signe sa première carte.
À cette époque, les grands armateurs anversois possédaient des officines destinées à tracer la route des navigateurs, à prévoir les directions des vents et à évaluer les dangers de perte des navires. Les armateurs gardaient de grandes cartes, préparées en rouleaux, véritables itinéraires tracés. La lecture en était difficile, l’usage peu pratique. Profiter des expériences acquises, grouper les divers itinéraires, ramener les cartes à une unité de projection, présenter ces documents sous un format maniable, les compléter à l’aide des dernières découvertes, en un mot, composer un atlas, tel sera le but d’Ortelius. Il réussira pleinement.

## LeTheatrum orbis terrarum

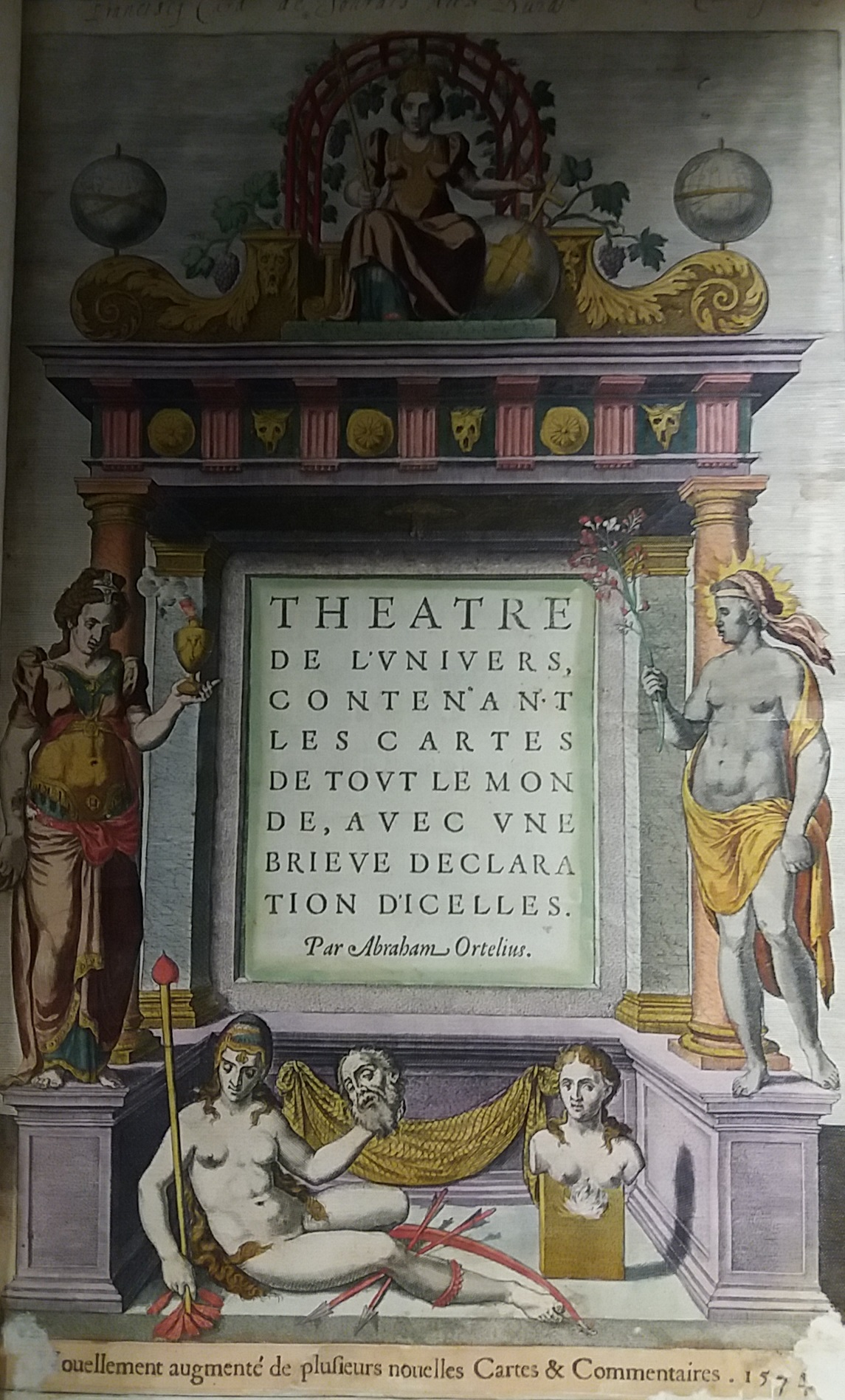
Page de titre de Théâtre de l'univers en français, 1574.

Le Theatrum Orbis Terrarum sortit des presses, imprimé aux frais de l’auteur, le 20 mai 1570, chez Gillis Coppens van Diest, à Anvers. L’ouvrage était dédié au roi Philippe II d'Espagne, et comptait 53 cartes. Ce livre, qui avait demandé plusieurs années d’un travail intensif, répondait à un besoin public. Il connut, dès son apparition, un succès prodigieux. La première édition fut rapidement épuisée et, la même année, paraissait une deuxième édition latine. En 1571, une troisième édition latine et une édition flamande ; l’année suivante, une édition allemande et une édition française.
Mercator ne ménagea pas ses éloges à son confrère ; les deux géographes, rivaux de gloire, étaient liés par une solide amitié. Ils étaient d’ailleurs d’un génie différent ; le premier calculait les coordonnées, élaborait, organisait ; le second assemblait les matériaux, les améliorait et les publiait avec grand soin. Ortelius n’eut pas seulement le mérite de populariser l’étude de la géographie, il suscita de nouvelles recherches et, grâce à lui, de nombreuses cartes furent levées et publiées. Le Theatrum eut une vogue considérable et connut 25 éditions du vivant de son auteur ; le succès se continua, après sa mort, jusqu’en 1612. L’ouvrage était d’un prix élevé, il coûtait 30 florins ; et Max Rooses a pu écrire que l’atlas d’Ortelius était le livre le plus cher du XVIe siècle.

## Au Cœur d’Or

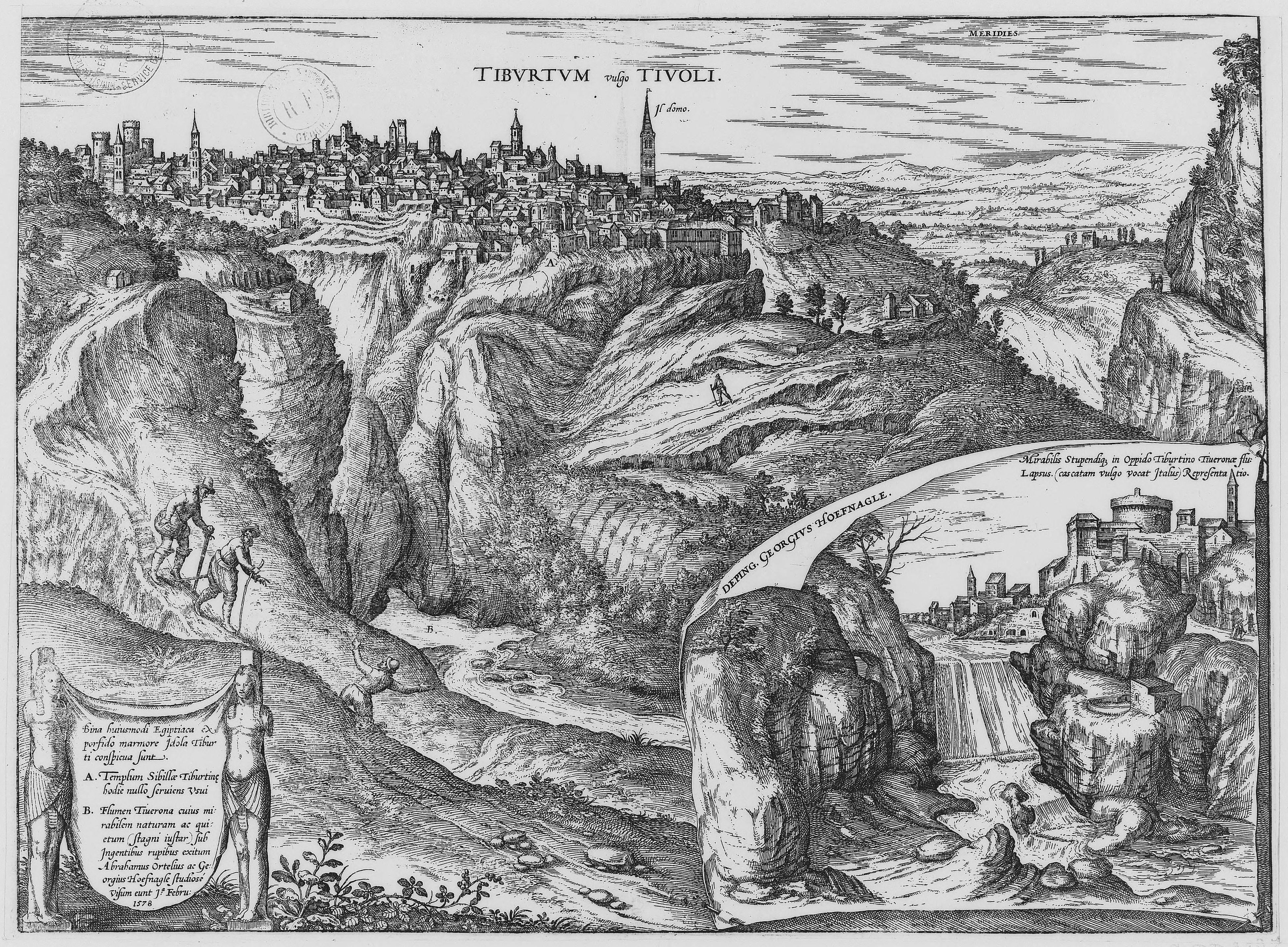
Vue de Tivoli en 1578 par Abraham Ortelius et Joris Hoefnagel.

La fortune vint récompenser le travail et la maison d’Ortelius, embellie d’œuvres d’art, s’ouvrit généreusement. Si le géographe aimait les voyages, il ne détestait pas les déménagements. Il avait abandonné sa maison du Lys, rue des Lombards, pour s’installer Au Cœur d’Or, près de l’église Saint-André. En 1581, il acquit La Fleur de Lin, vaste immeuble rue de l’Hôpital. En 1592, il s’installa Au Lion Rouge, communiquant avec Le Laurier, rue du Couvent. Il pouvait maintenant s’accorder quelques loisirs dans ses activités d’antiquaire et reprendre ses voyages. En 1575, ce furent les Pays-Bas ; en 1577, l’Angleterre et l’Irlande ; en 1578, l’Allemagne et l’Italie.
Ce qu’il avait récolté au cours de ses voyages parut sous les titres Itinerarium per nonnullas Galliæ Belgicæ partes... (Anvers, Christophe Plantin, 1584) et Synonymia geographica... (Anvers, Christophe Plantin, 1578) qui, dans sa seconde édition, devint le Thesaurus geographicus... (Anvers : Officina Plantiniana, 1596), précieux catalogue des noms de lieux cités par les anciens et mis en regard des noms modernes. C’est dans cet ouvrage qu’Abraham Ortelius, dès 1596, remarque la ressemblance du tracé des côtes américaines et africaines. Il émet l’hypothèse que ces continents ont autrefois été réunis, et qu’ils ont été séparés à la suite de catastrophes : inondations et séismes. Abraham Ortelius est donc un précurseur de la théorie de la tectonique des plaques.
Benito Arias Montano, savant et pieux théologien, envoyé par Philippe II à Anvers pour y surveiller l’impression de la Bible Polyglotte chez Christophe Plantin, connut intimement Ortelius. Appréciant ses qualités et ses mérites, se portant garant de son orthodoxie, il lui fit obtenir le titre de Géographe du roi. C’est le duc d'Albe qui lui remit personnellement le glorieux brevet.

## Après leTheatrum orbis terrarum
Ortelius publia aussi plusieurs cartes historiques, dont certaines firent également partie du Theatrum. Entre 1579 et 1606 fut publié son Parergon Theatri, contenant notamment une reproduction de la Table de Peutinger. En 1570, il obtint un privilège exclusif de huit ans pour la publication des « atlas », ce qui empêcha notamment Gerard de Jode (qui avait publié la carte du monde de 1564) de publier son propre atlas avant 1578.

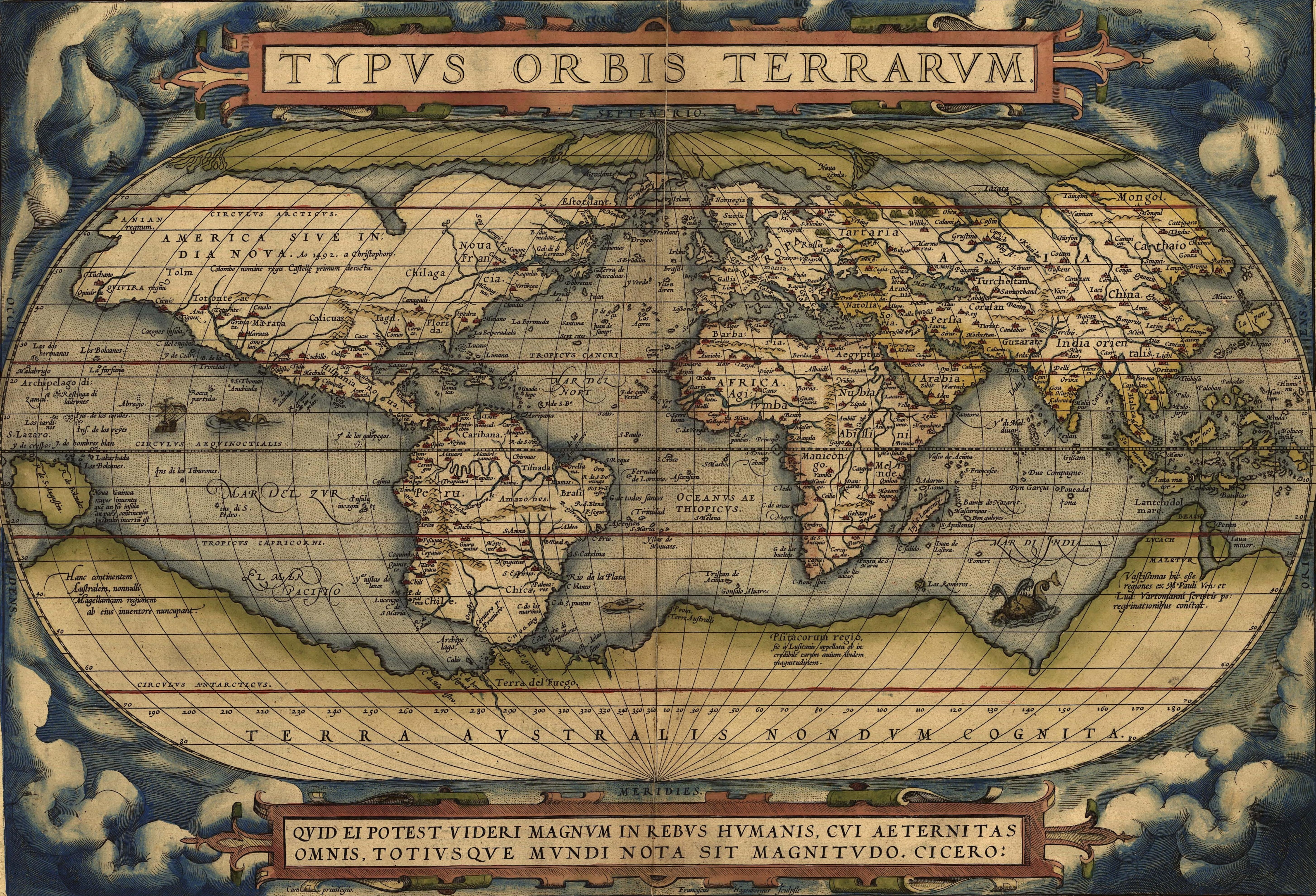
Mappemonde d’Ortelius.

## Décès
Lorsqu’il mourut à Anvers, le 28 juin 1598, sa succession comprenait plusieurs immeubles, un important fonds commercial, des objets précieux et de nombreux documents. Ortelius, qui n’avait pas d’enfants, avait espéré que son neveu et fils adoptif, Jacques Cools, continuerait ses affaires. Jacques Cools, fervent réformé, qui était un des soutiens de l’église batave de Londres, ne put même pas venir à Anvers pour prendre possession de sa part d’héritage. Ce furent ses tantes qui continuèrent à gérer les affaires existantes. En 1600, à la mort d’Anne Ortels, sœur d’Abraham, les propriétés et le fonds commercial furent vendus : les objets les plus précieux et les papiers personnels du savant géographe furent expédiés à son neveu en Angleterre. C’est ainsi que la correspondance et l’Album Amicorum s’y trouvent aujourd’hui conservés.

## Œuvres
- Theatrum Orbis Terrarum (1570), Gillis Coppens van Dienst, Anvers
- Parergon et Nomenclator Ptolemaicus (1579), impr. Christophe Plantin, Anvers
- Itinerarium per nonnullas Galliæ Belgicæ partes (1584), impr. Christophe Plantin, Anvers

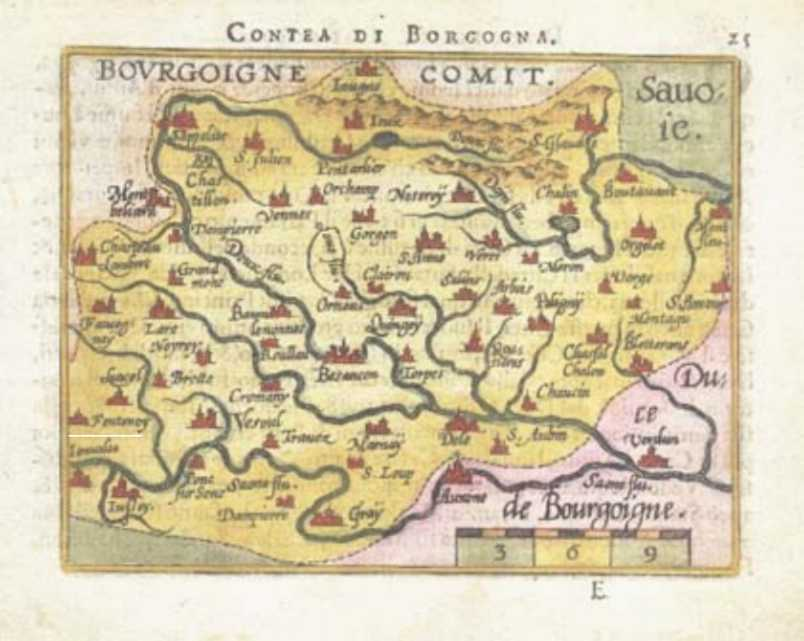
Comté de Bourgogne (Franche-Comté) : carte d’Abraham Ortelius (1580).

- Synonymia Geographica (1578)

## La correspondance
La correspondance d’Ortelius compte 371 lettres. C’est une importante source de renseignements sur les humanistes de la seconde moitié du XVIe siècle. Le géographe anversois était en relations épistolaires avec tout ce que le monde comptait de sommités et traita dans ses lettres les sujets les plus divers. Ces documents ont été publiés par J. H. Hessels (voir la bibliographie).

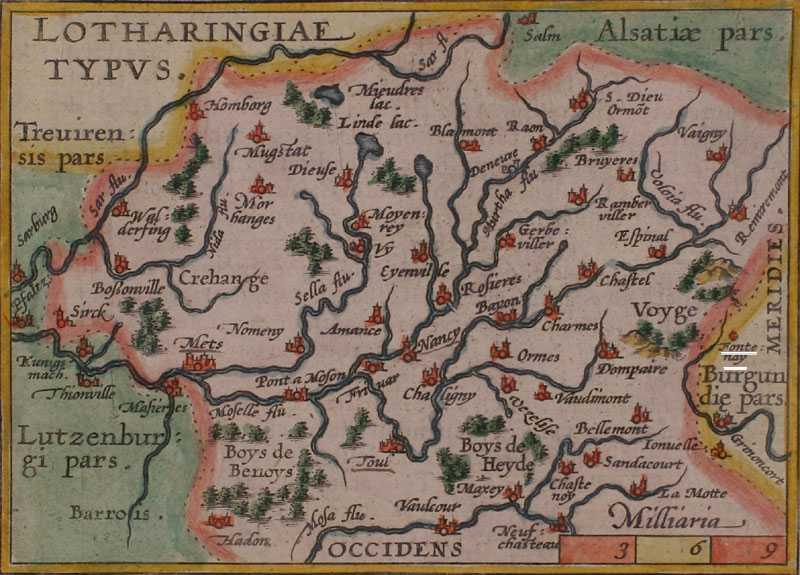
Lorraine, carte d’Abraham Ortelius (1588).

## L’Album Amicorum

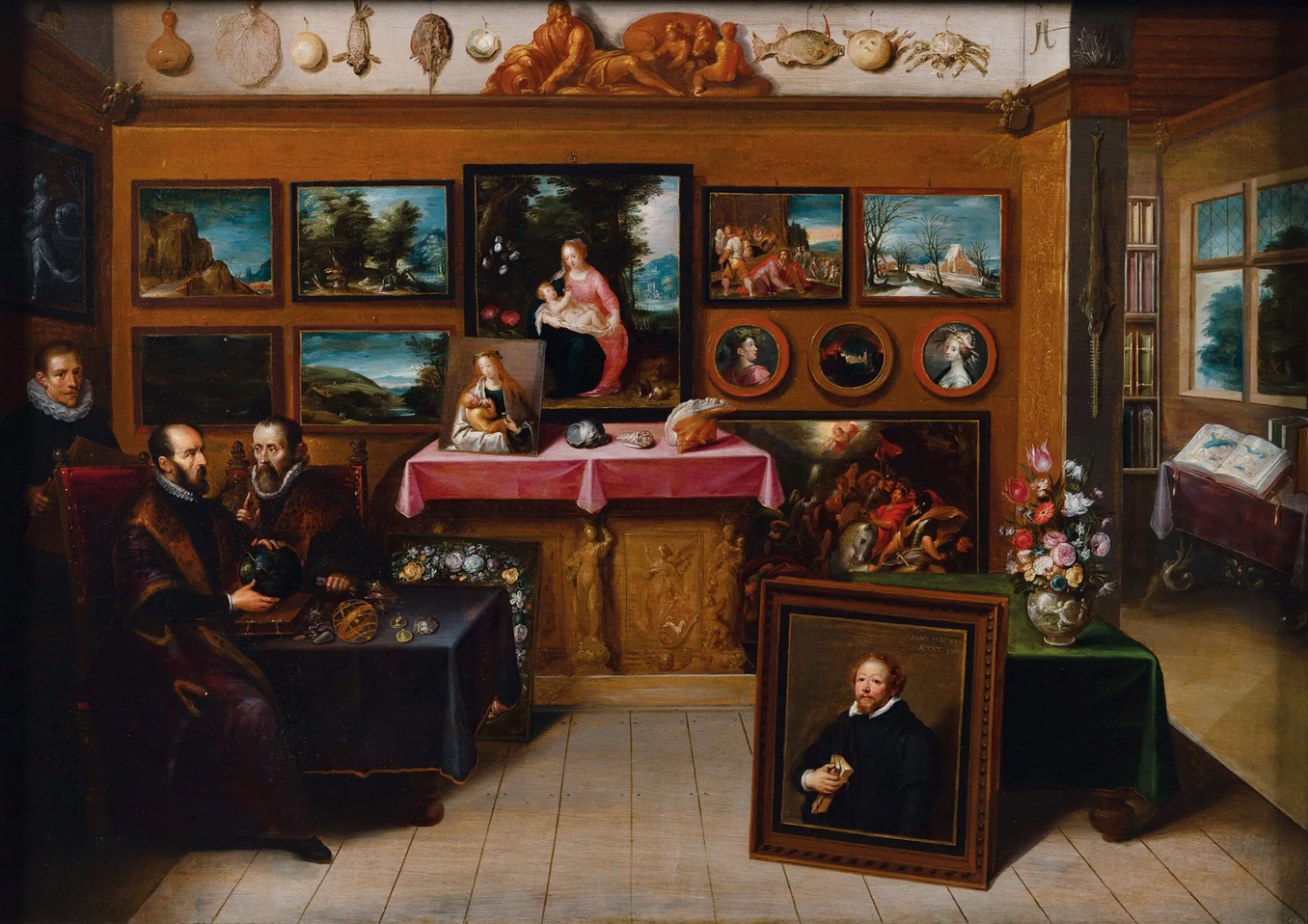
Frans Francken II, Abraham Ortelius et Juste Lipse dans un cabinet de curiosités, 1617.

Une grande renommée, une maison riche en curiosités, une aimable hospitalité et de longs voyages avaient mis Ortelius en rapport avec la plupart des humanistes de son temps. Il voulut en garder des témoignages personnels et, comme beaucoup d’humanistes de son époque, décida de tenir un Album amicorum. Un Album amicorum (ou Liber amicorum) est un petit livre sur lesquels les amis du propriétaire écrivent un poème, rédigent une adresse ou dessinent une scène ou un emblème. Ortelius portait à son album, dans lequel il pouvait voir se dérouler toute sa vie, un intérêt tout particulier. Cet album, aujourd’hui conservé au Pembroke College de Cambridge, a été reproduit en fac-similé par Jean Puraye dans De Gulden Passer 45 (1967) et 46 (1968). Parmi les distingués artistes qui y ont contribué se trouvent Pieter Brueghel l'Ancien et le maître écrivain Clément Perret.